# Fondazione Adriano Olivetti
La Fondazione Adriano Olivetti è un'istituzione culturale, completamente indipendente, nata nel 1962 per volontà dei familiari, degli amici e dei collaboratori più stretti, per tutelare e promuovere la figura di Adriano Olivetti e il suo pensiero. Nel 2018 la Fondazione ha depositato il marchio "Adriano Olivetti".  

## Attività
Il compito della Fondazione, sancito dal suo statuto, è di garantire la continuità dell'impegno sociale e culturale di Adriano Olivetti e di contribuire alla nascita in Italia di una nuova concezione di filantropia privata. Grazie ai compiti di tutela e di valorizzazione della figura e dell'opera di Adriano Olivetti, la Fondazione rappresenta il riferimento istituzionale e operativo per la conservazione, la diffusione e la rielaborazione dell'esperienza olivettiana.
La Fondazione Adriano Olivetti è un'istituzione operativa e svolge, con approccio interdisciplinare, attività di ricerca culturale e scientifica, promuove programmi di studio e di sperimentazione, grazie a una rete di collaborazioni con altre istituzioni di analoga natura e con enti pubblici e privati, nazionali ed internazionali.
La Fondazione elabora e incoraggia lo studio e il racconto della vicenda olivettiana con attività di ricerca, convegni, attività di presentazione, e con strumenti divulgativi come edizioni, documentari, spettacoli teatrali, e altri.
La Fondazione Adriano Olivetti promuove e collabora a progetti di ricerca rivolti: allo studio delle scienze sociali, come il CoSPoS - Comitato per le Scienze Politiche e Sociali, promosso insieme al Social Science Research Council di New York e la Ford Foundation, il CSS-Consiglio Italiano per le scienze sociali; alla creazione di cultura manageriale e di impresa, come l'ISTAO - Istituto Adriano Olivetti di Studi per la gestione dell'economia e delle aziende e l'ICSIM - Istituto per la cultura e la storia di impresa "Franco Momigliano". La Fondazione Adriano Olivetti è inoltre impegnata nella promozione della filantropia in Italia e all'estero: membro dal 1971 dell'Hague Club e, dal 1998, dell'European Foundation Centre, insieme con le principali fondazioni europee a sostegno del ruolo e dell'opera delle fondazioni in Europa. Durante la Presidenza di Laura Olivetti, la Fondazione ha rappresentato le Fondazione europee aderenti alla European Foundation Centre, nell'International Committee del Council on Foundations di Washington.

## Storia
La Fondazione venne istituita nel 1962 per iniziativa di alcuni familiari, amici e collaboratori più stretti di Adriano Olivetti con l'obiettivo di raccoglierne e svilupparne l'impegno civile, sociale e culturale e per garantire la prosecuzione, e in alcuni casi il compimento, delle attività che avevano portato l'imprenditore di Ivrea a essere il centro di un tentativo di riforma integrale della società dell'Italia del secondo dopoguerra.
Negli anni Sessanta, la Fondazione si interessa prevalentemente di scienze sociali, promuovendone lo sviluppo in un momento storico in cui queste sono poco studiate, praticate e divulgate in Italia, né sono inserite a pieno titolo nel sistema universitario. Contemporaneamente l'attività si rivolge anche a studi di carattere politico. In questo periodo, anticipando di circa un decennio l'istituzione delle Regioni in Italia, la Fondazione promuove studi e ricerche sul governo locale che testimoniano quel dibattito, allora in corso, relativo all'istituzione regionale.
Durante gli anni Settanta, l'attività della Fondazione Adriano Olivetti si caratterizza per una maggiore sistematicità nello studio delle istituzioni pubbliche. Tra i principali progetti di ricerca si collocano il “Progetto Bilancio”, per uno studio del processo decisionale della finanza pubblica, e il “Progetto Energia e Ambiente”, rivolto all'analisi comparata delle scelte di politica energetica in campo nazionale e trans-nazionale. Contestualmente la Fondazione promuove studi di carattere storico sull'esperienza politica e culturale di Adriano Olivetti e su quel Movimento Comunità che egli stesso aveva fondato nel secondo dopoguerra e guidato fino alla sua morte.
Negli anni Ottanta la Fondazione dedica alcuni importanti studi all'innovazione tecnologica, riprendendo ed ampliando gli spunti di ricerca già offerti da iniziative come il seminario internazionale di Courmayeur sul tema “Le implicazioni sociali e politiche dell'innovazione scientifico-tecnologica nel settore dell'informazione”, organizzato dalla stessa Fondazione nel 1971. L'attenzione nei confronti delle nuove tecnologie si traduce in una serie di studi successivi volti ad indagare l'impatto dell'informatica sulla società. In particolare viene promosso uno studio sulle immagini dell'informatica e sui loro effetti su vari livelli sociali e professionali. Alla fine degli anni Ottanta la Fondazione, in accordo con la Società Olivetti, costituisce a Ivrea l'Archivio Storico Olivetti.
Tra la fine degli anni Ottanta e la prima metà degli anni Novanta, la Fondazione sviluppa i temi definiti nei periodi precedenti attraverso una intensa attività editoriale, di seminari e convegni, di promozione di studi e ricerche. L'attività editoriale vede l'avvio di diverse iniziative come la convenzione con la casa editrice Bollati Boringhieri per la pubblicazione di saggi che possano raggiungere un pubblico più vasto, alcune collaborazioni editoriali di respiro internazionale, come la pubblicazione degli atti del convegno "Patterns of European Industrialization. The Nineteenth Century" in collaborazione con la casa editrice Routledge e l'istituzione, nel 1994, della collana “Archivio Storico Olivetti” dedicata alla pubblicazione degli studi sui materiali inediti dell'Archivio stesso.
Dalla fine degli anni Novanta la Fondazione ha trasferito a Roma le biblioteche personali di Camillo Olivetti e Adriano Olivetti, la raccolta completa delle Edizioni di Comunità, la raccolta completa della rivista "Comunità" e il materiale di archivio attinente alla Fondazione o facente parte dell'archivio privato di Adriano Olivetti, mentre mantiene in deposito a Ivrea, presso l'Associazione Archivio Storico Olivetti, tutti gli altri fondi di sua pertinenza. In termini di attività, rinnovata attenzione viene rivolta ai temi tradizionali (politiche pubbliche ed istituzionali, problemi sociali e culturali) mentre prosegue un'opera di valorizzazione del patrimonio archivistico attraverso la pubblicazione degli studi dei materiali inediti.

## Biblioteca e Archivio
Le attività della Fondazione sono integrate e si servono di un rilevante Archivio cartaceo e multimediale, conservato presso la sede operativa di Roma e l'Associazione Archivio Storico Olivetti di Ivrea. Entrambi gli archivi, che documentano le attività promosse da Adriano Olivetti, sia in campo imprenditoriale sia in campo sociale e culturale, sono stati dichiarati di rilevante interesse storico dal Ministero dei Beni e delle Attività Culturali e del Turismo. La Biblioteca della Fondazione raccoglie più di 10.000 volumi di cui fanno parte le biblioteche personali di Adriano Olivetti e di suo padre Camillo, la collezione completa dei volumi pubblicati dalle Edizioni di Comunità, la raccolta completa dei numeri della rivista “Comunità” e di altre riviste dirette, promosse o finanziate da Adriano Olivetti. Tra i Fondi aggregati conservati presso la sede di Roma, assume particolare importanza, il Fondo Zucconi/ CEPAS attraverso cui è possibile rintracciare i principali riferimenti dello sviluppo del Servizio Sociale in Italia. La biblioteca aderisce al Polo SBN degli Istituti Culturali di Roma (IEI).

## Le Lezioni Olivettiane®
Dal 2012 la Fondazione ha avviato il progetto Lezioni Olivettiane® volto alla scoperta, divulgazione, approfondimento e condivisione della storia olivettiana attraverso strumenti formativi multidisciplinari. Il programma si rivolge alle scuole di ogni ordine e grado, alle Università, alle Scuole di specializzazione e di formazione, alle Associazioni del Terzo Settore, ai Festival, alle Imprese e alle Istituzioni pubbliche e private. Dal 2018 la Fondazione ha introdotto le Lezioni Olivettiane® nell'ambito dei progetti di Alternanza Scuola Lavoro in collaborazione con le Camere di Commercio di Vicenza, Bergamo, Pavia e Cosenza.

## Attività Editoriale
Dal 1962 ad oggi la Fondazione ha pubblicato le sue ricerche, oltre che nella serie dei Quaderni della Fondazione Adriano Olivetti, in collaborazione con case editrici con le quali sono state allestite collane apposite. E’ il caso di Officina Edizioni dal 1974 al 1984, di Bollati Boringhieri dal 1992 al 1995, di Luca Sossella Editore nel 2004, oltre che ovviamente delle Edizioni di Comunità che nel 2010 sono anche rientrate nella disponibilità della Fondazione Adriano Olivetti. A partire dal 2008 è stata avviata la Collana Intangibili - ideata e diretta da Francesca Limana - attraverso cui, dal 2008, sono pubblicati gratuitamente on line i risultati delle ricerche o dei progetti promossi dalla Fondazione. Nel 2011, in seno alla Collana, è nata la Serie Tesi, che pubblica i lavori di giovani studiosi universitari relativi alla figura di Adriano Olivetti e le aree di studio che caratterizzano l'attività della Fondazione a lui intitolata; e nel 2016 la Serie Metri Lineari, che raccoglie gli inventari del patrimonio archivistico che la Fondazione Adriano Olivetti conserva sia a Roma sia a Ivrea, presso l’Associazione Archivio Storico Olivetti. Tra il 2012 e il 2015 sono stati pubblicati una serie di Working Paper al fine di condividere i risultati, benché in fase embrionale, di ricerche condotte dalla Fondazione e stimolare ulteriori riflessioni.

## Centro Studi
La Fondazione si avvale di un Comitato Direttivo del Centro Studi composto attualmente da: Mario Calderini, Laura Curino, Melina Decaro, Giuliana Gemelli, Sebastiano Maffettone, Giovanni Maggia, Andrea Manzella, Bartolomeo Pietromarchi, Gustavo Zagrebelsky.

## Presidenti
- Cinthia Bianconi (2016 - attuale)
- Laura Olivetti (1997 – 2015)
- Franco Debenedetti (1989 – 1996)
- Franco Momigliano (1985 – 1988)
- Roberto Olivetti (1982 – 1984)[11]
- Umberto Serafini (1974 – 1981)
- Silvia Olivetti (1968 – 1973)
- Umberto Serafini (1963 – 1967)

## Segretari Generali
- Beniamino de' Liguori Carino (2016 - attuale)
- Melina Decaro (2008 – 2013)
- Massimo Alesii (2007 – 2008)
- Bartolomeo Pietromarchi (2002 – 2007)
- Cinthia Bianconi (2000 – 2002)
- Giovanni Maggia (1987 – 1999)
- Sergio Ristuccia (1976 – 1987)
- Massimo Fichera (1963 – 1975)